# Iván López Mendoza
Iván López Mendoza es un futbolista español nacido en Valencia el 23 de agosto de 1993.

## Biografía
Nacido en Valencia, Comunidad Valenciana, López pasó un par de temporadas en el filial del Villarreal CF antes de regresar al Levante UD. Pasó la mayor parte de sus primeros años con el equipo B, comenzando a competir en la Tercera División de España. 
El 13 de diciembre de 2011 López hizo su debut con el primer equipo, en una derrota 3-1 como visitante contra el RC Deportivo de La Coruña para la Copa del Rey de esa temporada. Él volvió a la acción con el equipo principal el 26 de enero del año siguiente, y otra vez jugando los 90 minutos, ahora en la derrota 0-3 en casa ante el Valencia CF de la misma competición. 
El 17 de julio de 2013 López fue cedido al Girona F.C., de la Segunda División de España. Él anotó su primer gol como profesional el 16 de febrero del año siguiente, anotando el tercero en una goleada por 6-0 en casa contra el C. D. Lugo.
Tras la satisfactoria cesión, López regresó al Levante e hizo su debut en la Liga el 30 de agosto de 2014, en sustitución del lesionado Nikos Karabelas a los siete minutos en una derrota por 3-0 ante el Athletic Club.

## Selección Española
Formó parte de la selección española sub-19 y de la sub-20.

## Clubes
| Club                            | País   | Año       |
| ------------------------------- | ------ | --------- |
| Levante B                       | España | 2011-2013 |
| Levante UD                      | España | 2013-2020 |
| Girona FC (cedido)              | España | 2013-2014 |
| Gimnàstic de Tarragona (cedido) | España | 2018-2019 |